# FC Zbrojovka Brno
Az FC Zbrojovka Brno cseh labdarúgóklub, amely a cseh élvonalban szerepel. Székhelye Brno városában található. Hazai mérkőzéseit a Městský fotbalový stadion Srbskában rendezi.
A nagy múltú brnói csapat 1978-ban megnyerte a csehszlovák labdarúgó-bajnokságot.

## Korábbi nevei
- 1913–1951: SK Židenice
- 1951–1956: Zbrojovka Brno
- 1956–1968: Spartak ZJŠ Brno
- 1968–1992: Zbrojovka Brno
- 1992–2000: Boby Brno
- 2000–2002: Stavo Artikel Brno
- 2002–2010: 1. FC Brno

2010 óta jelenlegi nevén szerepel.

## Sikerei
Csehszlovák
- Csehszlovák labdarúgó-bajnokság (1. fotbalová liga)
  - bajnok (1 alkalommal): 1977–78
  - ezüstérmes (1 alkalommal): 1979–80
  - bronzérmes (4 alkalommal): 1935, 1938, 1946, 1978–79

 Csehország
- Cseh labdarúgó-bajnokság (Gambrinus Liga)
  - bronzérmes (1 alkalommal): 1995

- Cseh kupa (Pohár ČMFS)
  - ezüstérmes (1 alkalommal): 1993

## Eredményei

### Bajnoki múlt
A Zbrojovka Brno helyezései az cseh labdarúgó-bajnokság élvonalában.
| Idény   | Helyezés |
| ------- | -------- |
| 1993–94 | 12. hely |
| 1994–95 | 3. hely  |
| 1995–96 | 8. hely  |
| 1996–97 | 4. hely  |
| 1997–98 | 10. hely |
| 1998–99 | 7. hely  |

| Idény   | Helyezés |
| ------- | -------- |
| 1999–00 | 4. hely  |
| 2000–01 | 13. hely |
| 2001–02 | 8. hely  |
| 2002–03 | 9. hely  |
| 2003–04 | 14. hely |
| 2004–05 | 11. hely |

| Idény   | Helyezés |
| ------- | -------- |
| 2005–06 | 12. hely |
| 2006–07 | 5. hely  |
| 2007–08 | 4. hely  |
| 2008–09 | 11. hely |
| 2009–10 | 11. hely |
| 2010–11 | 15. hely |

### Európai kupaszereplés

#### Összesítve
| Kupa                         | M  | GY | D  | V  | LG–KG   |
| ---------------------------- | -- | -- | -- | -- | ------- |
| Bajnokcsapatok Európa-kupája | 4  | 1  | 3  | 0  | 7–5     |
| UEFA-kupa                    | 16 | 10 | 2  | 4  | 38–26   |
| Vásárvárosok kupája          | 21 | 8  | 2  | 11 | 27–27   |
| Kupagyőztesek Európa-kupája  | 2  | 0  | 0  | 2  | 0–5     |
| Intertotó-kupa               | 20 | 7  | 4  | 9  | 33–38   |
| Összesítve                   | 63 | 26 | 11 | 26 | 105–101 |

#### Szezonális bontásban
| Idény     | Kupa                         | Forduló         | Klub                  | 1. mérk.      | 2. mérk.   | Össz. |
| --------- | ---------------------------- | --------------- | --------------------- | ------------- | ---------- | ----- |
| 1961–1962 | Vásárvárosok kupája          | 1. forduló      | Leipzig XI            | 2–2           | 1–4        | 3–6   |
| 1962–1963 | Vásárvárosok kupája          | 1. forduló      | Petrolul Ploiești     | 0–4           | 0–1        | 0–5   |
| 1963–1964 | Vásárvárosok kupája          | 1. forduló      | Servette              | 5–0           | 2–1        | 7–1   |
| 1963–1964 | Vásárvárosok kupája          | 2. forduló      | Partick Thistle       | 2–3           | 4–0        | 6–3   |
| 1963–1964 | Vásárvárosok kupája          | Negyeddöntő     | RFC Liège             | 0–2           | 2–0        | 2–3   |
| 1963–1964 | Vásárvárosok kupája          | Negyeddöntő     | RFC Liège             | 3. mérk.: 0–1 |            | 2–3   |
| 1964–1965 | Vásárvárosok kupája          | 1. forduló      | Ferencváros           | 0–2           | 1–0        | 1–2   |
| 1965–1966 | Vásárvárosok kupája          | 1. forduló      | Lokomotiv Plovdiv     | 2–0           | 0–1        | 2–1   |
| 1965–1966 | Vásárvárosok kupája          | 2. forduló      | Fiorentina            | 0–2           | 4–0        | 4–2   |
| 1965–1966 | Vásárvárosok kupája          | Negyeddöntő     | Dunfermline Athletic  | 0–2           | 0–0        | 0–2   |
| 1966–1967 | Vásárvárosok kupája          | 1. forduló      | Dinamo Zagreb         | 2–0           | 0–2        | 2–2   |
| 1978–1979 | Bajnokcsapatok Európa-kupája | 1. forduló      | Újpesti Dózsa         | 2–2           | 2–0        | 4–2   |
| 1978–1979 | Bajnokcsapatok Európa-kupája | 2. forduló      | Wisła Kraków          | 2–2           | 1–1        | 3–3   |
| 1979–1980 | UEFA-kupa                    | 1. forduló      | Esbjerg fB            | 6–0           | 1–1        | 7–1   |
| 1979–1980 | UEFA-kupa                    | 2. forduló      | Keflavík ÍF           | 3–1           | 2–1        | 5–2   |
| 1979–1980 | UEFA-kupa                    | 3. forduló      | Standard de Liège     | 2–1           | 3–2        | 5–3   |
| 1979–1980 | UEFA-kupa                    | Negyeddöntő     | Eintracht Frankfurt   | 1–4           | 3–2        | 4–6   |
| 1980–1981 | UEFA-kupa                    | 1. forduló      | VOEST Linz            | 3–1           | 2–0        | 5–1   |
| 1980–1981 | UEFA-kupa                    | 2. forduló      | Real Sociedad         | 1–1           | 1–2        | 2–3   |
| 1993–1994 | Kupagyőztesek Európa-kupája  | 1. forduló      | Bayer Leverkusen      | 0–2           | 0–3        | 0–5   |
| 1995      | Intertotó-kupa               | Csoportkör      | FC Groningen          | 1–2           | 1–2        | 1–2   |
| 1995      | Intertotó-kupa               | Csoportkör      | Etar Teliko Varnovo   | 2–3           | 2–3        | 2–3   |
| 1995      | Intertotó-kupa               | Csoportkör      | KSK Beveren           | 3–2           | 3–2        | 3–2   |
| 1995      | Intertotó-kupa               | Csoportkör      | Ceahlăul Piatra Neamț | 0–2           | 0–2        | 0–2   |
| 1997–1998 | UEFA-kupa                    | 1. selejtezőkör | Inkaras Kaunas        | 1–3           | 6–1        | 7–4   |
| 1997–1998 | UEFA-kupa                    | 2. selejtezőkör | Rapid Wien            | 1–6           | 2–0        | 3–6   |
| 1998      | Intertotó-kupa               | 1. forduló      | Vágs Bóltfelag        | 3–0           | 3–1        | 6–1   |
| 1998      | Intertotó-kupa               | 2. forduló      | Espanyol              | 5–3           | 0–2        | 5–5   |
| 1999      | Intertotó-kupa               | 2. forduló      | FC Basel              | 0–0           | 2–4        | 2–4   |
| 2002      | Intertotó-kupa               | 1. forduló      | MSZ Asdód             | 0–5           | 1–1        | 1–6   |
| 2003      | Intertotó-kupa               | 1. forduló      | Kotajk Abovjan        | 1–0           | 2–3        | 3–3   |
| 2003      | Intertotó-kupa               | 2. forduló      | FC Thun               | 3–2           | 1–1        | 4–3   |
| 2003      | Intertotó-kupa               | 3. forduló      | En Avant de Guingamp  | 1–2           | 4–2 (h.u.) | 5–4   |
| 2003      | Intertotó-kupa               | Elődöntő        | Villarreal CF         | 1–1           | 0–2        | 1–3   |

Megjegyzés: Az eredmények minden esetben az Zbrojovka Brno szemszögéből értendőek, a dőlten írt mérkőzéseket pályaválasztóként játszotta.